# Großsee (Zirknitz)
Der Großsee  ist ein Stausee im österreichischen Bundesland Kärnten, wo er sich innerhalb der Goldberggruppe im Einzugsgebiet der Kleinen Zirknitz in der Gemeinde Großkirchheim befindet. Er hat ein Stauziel von 2417 m ü. A. und verfügt über ein Speichervolumen 14,4 Millionen m³. 

## Geschichte, Beschreibung
Der ursprünglich natürliche Karsee (2384 m) im kleinen Zirknitztal wurde 1972 bis 1974 durch den Bau eines Felsschüttdamms mit einer Oberflächendichtung aus Asphaltbeton und einer 367 m langen Krone vergrößert. Er verfügte damals über ein Stauziel von 2405 m ü. A. und einen Nutzinhalt von 10,1 hm³. Bei der Errichtung einer zweiten Ausbaustufe von 1978 bis 1980 wurde der Damm um 12 Meter erhöht, die Krone verlängerte sich dadurch auf 425 m. Der Großsee dient in der Kraftwerksgruppe Fragant der Kelag als Jahresspeicher der Speicherkraftwerke Zirknitz (32 MW), Innerfragant (Stufe Wurten, 66 MW) und Außerfragant (96 MW).
Der Großsee ist durch einen 1,6 km langen Druckstollen mit dem ungefähr gleich großen und auf selber Höhe liegenden Stausee Hochwurtenspeicher in der benachbarten Region Fragant verbunden. Damit kann der Wasserstand der beiden Stauseen nach dem Prinzip kommunizierender Röhren ausgeglichen werden. 